# Dar'ja Namok
Dar'ja Vital'evna Namok (in russo Дарья Витальевна Намок?; Tjumen', 14 febbraio 1993) è una cestista russa.

## Carriera
Con la Russia ha disputato i Campionati europei del 2015.